# Którędy do raju
Którędy do raju – utwór zespołu Ira pochodzący z szóstej płyty Ogrody. Kompozycja została zamieszczona na trzecim miejscu na krążku, trwa równe 5 minut i jest jednym z dłuższych utworów na płycie.
Tekst utworu opowiada o mężczyźnie, który w chwili własnej śmierci boi się, że Bóg nie wybaczy mu popełnionych wcześniej grzechów. Nachodzą go także wątpliwości, czy to wszystko jest prawdą, czy to nie zwykły wymysł ludzi, aby było im łatwiej odejść. Autorem tekstu do utworu jest wokalista grupy Artur Gadowski. Kompozytorem jest gitarzysta grupy Piotr Łukaszewski.
Brzmienie utworu jest zachowane w ostrym rockowym klimacie; można usłyszeć melodyjne gitarowe riffy oraz solówkę gitarową.
Którędy do raju jest także 3. utworem z płyty Ogrody, do którego został nakręcony teledysk.
Utwór był bardzo często grany podczas trasy promującej krążek i cieszył się sporym powodzeniem. Do dziś jest przez wielu fanów oczekiwanym utworem na koncercie.
Po reaktywacji grupy, utwór, jak zresztą większość z płyty, w ogóle nie jest grany na koncertach.

## Twórcy
IRA
- Artur Gadowski – śpiew, chór
- Wojciech Owczarek – perkusja
- Piotr Sujka – gitara basowa, chór
- Jakub Płucisz – gitara rytmiczna
- Piotr Łukaszewski – gitara prowadząca

Produkcja
- Nagrywany oraz miksowany: Studio S-4 w Warszawie 12 czerwca – 30 lipca 1995 roku
- Producent muzyczny: Leszek Kamiński
- Realizator nagrań: Leszek Kamiński
- Kierownik Produkcji: Elżbieta Pobiedzińska
- Mastering: Classicord – Julita Emanuiłow oraz Leszek Kamiński
- Aranżacja: Piotr Łukaszewski
- Tekst utworu: Artur Gadowski
- Projekt graficzny okładki: Katarzyna Mrożewska
- Opracowanie i montaż zdjęć: Piotr Szczerski ze studia Machina
- Zdjęcia wykonała: Beata Wielgosz
- Sponsor zespołu: Mustang Poland